# 陌陌
陌陌（英語：Momo，NASDAQ：MOMO）是北京陌陌科技有限公司於2011年8月起推出的一款基於地理位置服務的社交應用程式。通過陌陌免費的智慧型手機用戶端，用戶可以向附近的其他用戶發送免費的文字、圖片和聲音信息，以及當前的地理位置信息，也可以參與群組討論或在當前位置打卡。

## 歷史

### 建立
2011年3月，網易網站部總編輯唐岩與時任網易門戶產品組長雷小亮和網易高級技術李志威，組建陌陌創業團隊。2011年7月7日，北京陌陌科技有限公司正式注冊，注冊金111.11萬。2011年8月3日，陌陌在蘋果App Store (iOS)正式上線。目前陌陌核心團隊的成員大多來自于網易。

### 成長
上線一個月後，陌陌的註冊用戶量已達到12萬。2012年3月9日，上線八個月的陌陌，用戶數突破200萬；很快用戶量每月成百萬增長，到8月已經超過1000萬。2012年12月4日，陌陌官方宣佈用戶超過2000萬。

### 融資
2011年7月7日，北京陌陌科技有限公司正式注冊，注冊金111.11萬。CEO唐岩稱，“啟動資金都是自己掏的，我絕對控股。”上線之初，陌陌科技便獲得紫輝創投和經緯創投天使加A輪共210萬美元投資。 2012年10月，陌陌順利完成B輪融資，估值約1億美金，華興資本擔任該次融資的獨家財務顧問。 有傳言稱，陌陌科技獲得阿裡巴巴千萬美金級別的融資，CEO唐岩表示的確已經完成了B輪融資，但否認了投資方是阿裡巴巴的傳聞。

### 上市
2014年12月11日晚，陌陌在美国纳斯达克交易所挂牌上市，交易代码为“MOMO”。
2016年陌陌营收 5.531 亿美元，同比增长 313%。净利润为 1.453 亿美元，同比增长超过10倍。

### 併購
2018年2月23日陌陌以新發行約530萬股陌陌A類股票，以及6.009億美元現金，合共斥資7.71億美元收購探探科技（北京）有限公司。

## 產品與服務
- 2015年9月，陌陌现场上线。
- 2015年11月，视频功能上线。
- 2016年3月，推出独立App哈你直播。
- 2016年4月，陌陌开放直播。
- 2016年8月，上线短视频“时刻”。
- 2019年8月，Zao上线，是一款基于人工智能的换脸社交软件。[6]。

### 陌陌
截至2013年1月，陌陌擁有中文版和英文版兩個版本。其中中文版本支持Windows Phone、Android和iOS系統平臺，而英文版只支持iOS系統平臺。另外，中文版陌陌擁有群組功能和地點打卡功能，而英文版目前只支持一對一的對話。目前英文版陌陌沒有塞班和Windows Phone的開發計劃。 2014年6月18日，陌陌宣布，该公司将于7月1日关闭英文版应用。

### 陌陌公司旗下其他产品
- 探探，基于地理位置的社交应用程序，2018年全资收购。
- ZAO，基于人工智能的换脸社交软件。
- 其他：哈你、是他、瞧瞧、Cue、赫兹、MEET[8]

## 企業事務和文化

### 反新浪微友抄襲事件
2012年12月25日，陌陌科技發表正式聲明，質問新浪微友的抄襲，稱“實在讓人無法接受……如此圖元級的抄襲，從功能設置到UI介面到交互方案基本一模一樣……錯愕地發現自己傾注了青春和夢想的女人居然被自己最好的兄弟搶去玩了”，對新浪這種大公司的公正性表示質疑。同時，聲明也透露了陌陌和新浪簽訂了在社交平臺的第三方排他性協議，這意味著陌陌使用者只能綁定新浪微博。

## 争议
2014年12月10日，公司创始人CEO唐岩的前雇主网易发布声明，指唐岩丧失职业操守并存在个人作风问题。
2015年5月14日，陌陌因涉嫌发布淫秽色情信息被查处，随后陌陌公开道歉并关闭了涉黄群组。
2019年5月10日，陌陌宣布暂停更新“附近动态”功能，为期一个月，至6月11日0时恢复。与此同时，陌陌旗下的探探，其朋友圈功能亦宣布暂停更新一个月。